# Стела «Город воинской славы» (Тверь)
Памятник-стела «Город воинской славы» — памятник, созданный в ознаменование присвоения городу Твери почетного звания Российской Федерации «Город воинской славы». Открыт 16 декабря 2011 года.

## История
Тверь — один из немногих российских городов, который велик историей не провинциальной и даже не российской, а славной событиями, определившими облик значительной части современной восточной Европы. Воинская слава Твери складывается из трёх масштабных периодов:   
- Первый период — время существования средневекового Тверского государства, ознаменованное такими событиями, как оборона от войск Батыя зимой 1238 года, а также вспыхнувшее в 1327 году первое крупное русское народное восстание против монголо-татарского ига.
- Второй период — военная история Твери в составе единого Русского государства и Российской империи. К самым важным военно-историческим событиям этого периода относятся оборона города в событиях «Смутного времени» начала XVII века (Тверское сражение 1609 года в ходе Русско-польской войны между русским войском и польско-литовским войском) и участие жителей Твери в защите Петербургского направления в период Отечественной войны 1812 года (в составе как военных отрядов, так и многочисленного городского ополчения).
- Третий период — роль Твери как узлового центра обороны от немецко-фашистских захватчиков осенью и зимой 1941 года на первом, самом трудном и трагическом, этапе Великой Отечественной войны. Город Калинин стал первым освобождённым от немецкой оккупации областным центром[1][2].

Заслуги города отмечены соответствующими государственными наградами: в 1966 году Указом Президиума Верховного Совета СССР от 3 декабря «за мужество и стойкость, проявленные трудящимися в борьбе с немецко-фашистскими захватчиками в период Великой Отечественной войны и за достигнутые успехи в восстановлении и развитии народного хозяйства» Калининская область награждена орденом Ленина, а областной центр Указом от 4 февраля 1971 года награждён орденом Трудового Красного Знамени. А после выхода указа Президента Российской Федерации от 4 ноября 2010 года № 1335 «О присвоении городу Твери почетного звания Российской Федерации „Город воинской славы“» было начато проектирование соответствующего памятника. Торжественная церемония вручения грамоты о присвоении городу почётного звания состоялась 23 февраля 2011 года в Московском Кремле. Согласно Указу Президента РФ от 1 декабря 2006 года № 1340 в каждом из городов, удостоенных такого высокого статуса, должна быть установлена стела. Архитектурно-скульптурное решение памятной стелы «Город воинской славы» утверждено Российским организационным комитетом «Победа» по результатам открытого всероссийского конкурса, в котором в 2008 году победил проект авторского коллектива в составе: Заслуженный архитектор России, действительный член Международной академии архитектуры И. Н. Воскресенский, архитекторы Г. А. Ишкильдина, В. В. Перфильев, Заслуженный художник России, член-корреспондент Российской академии художеств, скульптор С. А. Щербаков.
Обсуждалось несколько возможных вариантов размещения стелы: на площади Ленина, площади Пушкина, площади Славы, у Горбатого моста. Решением Губернатора Тверской области А. В. Шевелёва местом установки памятника была выбрана площадь Пушкина. Эскизный проект привязки памятника к местности и благоустройства территории был выполнен архитектором Л. Комиссаровой. Генеральным подрядчиком выступил Московский камнеобрабатывающий комбинат. Эскизы барельефов выполнил скульптор Е. А. Антонов.
22 июля 2011 года губернатор Тверской области А. Шевелёв, глава Твери В. Бабичев и сити-менеджер В. Толоко заложили символическую «Точку отсчета». Работы по возведению стелы были начаты в октябре 2011 года и завершены в начале декабря.
Торжественное открытие памятника состоялось в 12:00 16 декабря 2011 года в день 70-летия освобождения города Калинина от немецко-фашистских войск. В церемонии открытия принимали участие солдаты Президентского полка, возложившие к стеле гирлянду памяти, выступили губернатор А. Шевелёв, глава Твери В. Бабичев, сити-менеджер В. Толоко, спикер законодательного собрания А. Епишин, архиепископ Виктор, участник освобождения Калинина С. А. Сычёв. Несмотря на проливной дождь, на церемонию открытия пришли около 1 500 человек.
20 апреля 2012 года поступила в обращение почтовая марка, а 5 сентября 2014 года в обращение была выпущена памятная монета «Город воинской славы Тверь» номиналом 10 рублей. Ещё одним символом стал Меч Победы, вручённый Твери, как и другим городам воинской славы, 9 июня 2022 года в зале Славы Музея Победы в парке Победы на Поклонной горе в Москве. Изготовленный в Златоусте меч покрыт золотом высшей 999,9 пробы и инкрустирован уральскими самоцветами — гранатами, символизирующими пролитую кровь, и голубыми топазами, которые считаются символом мира. Длина мечей составляет 1,2 метра, вес — более пяти килограммов. На клинке, украшенном растительным орнаментом, высечены знаменитые слова князя Александра Невского: «Кто с мечом к нам придет, тот от меча и погибнет». Ранее, в апреле 2015 года, аналогичные Мечи Победы были переданы на вечное хранение городам-героям.

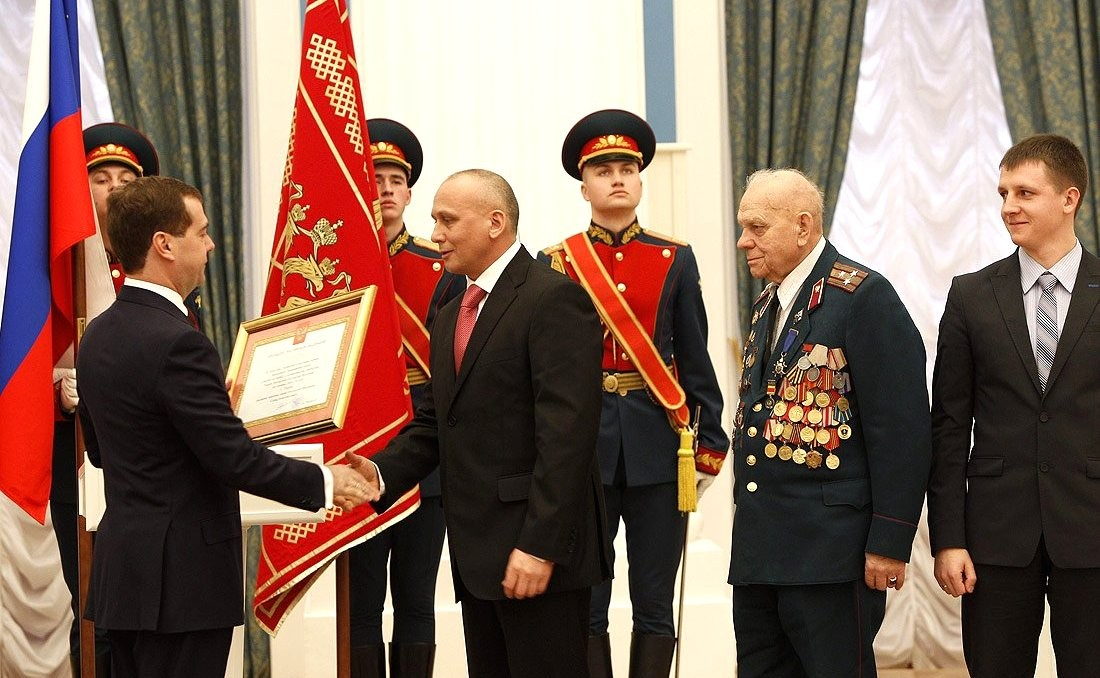
Вручение президентом представителям Твери грамоты о присвоении почётного звания
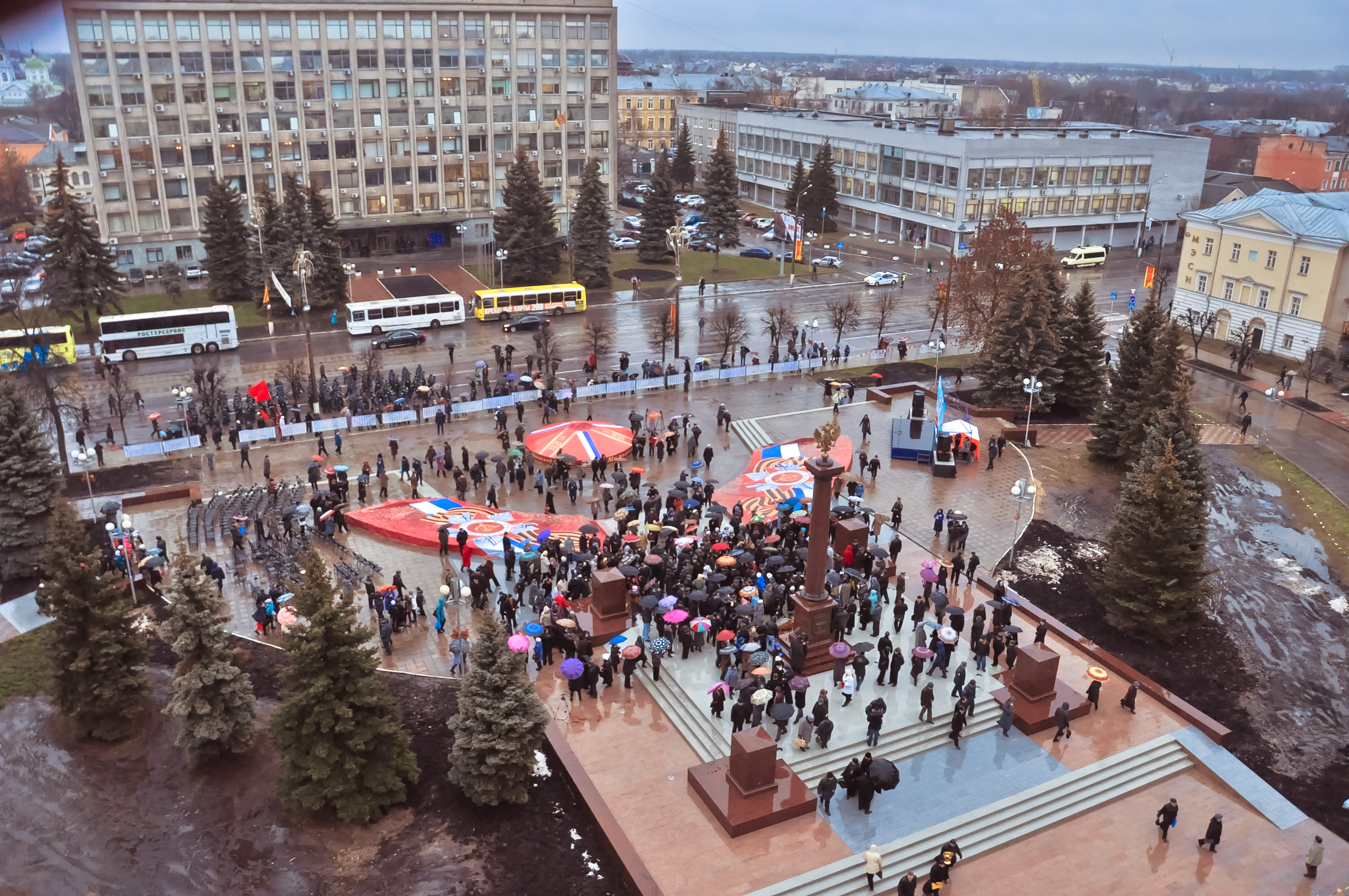
Торжественное открытие памятника. Вид с крыши дома № 54 по улице Советской
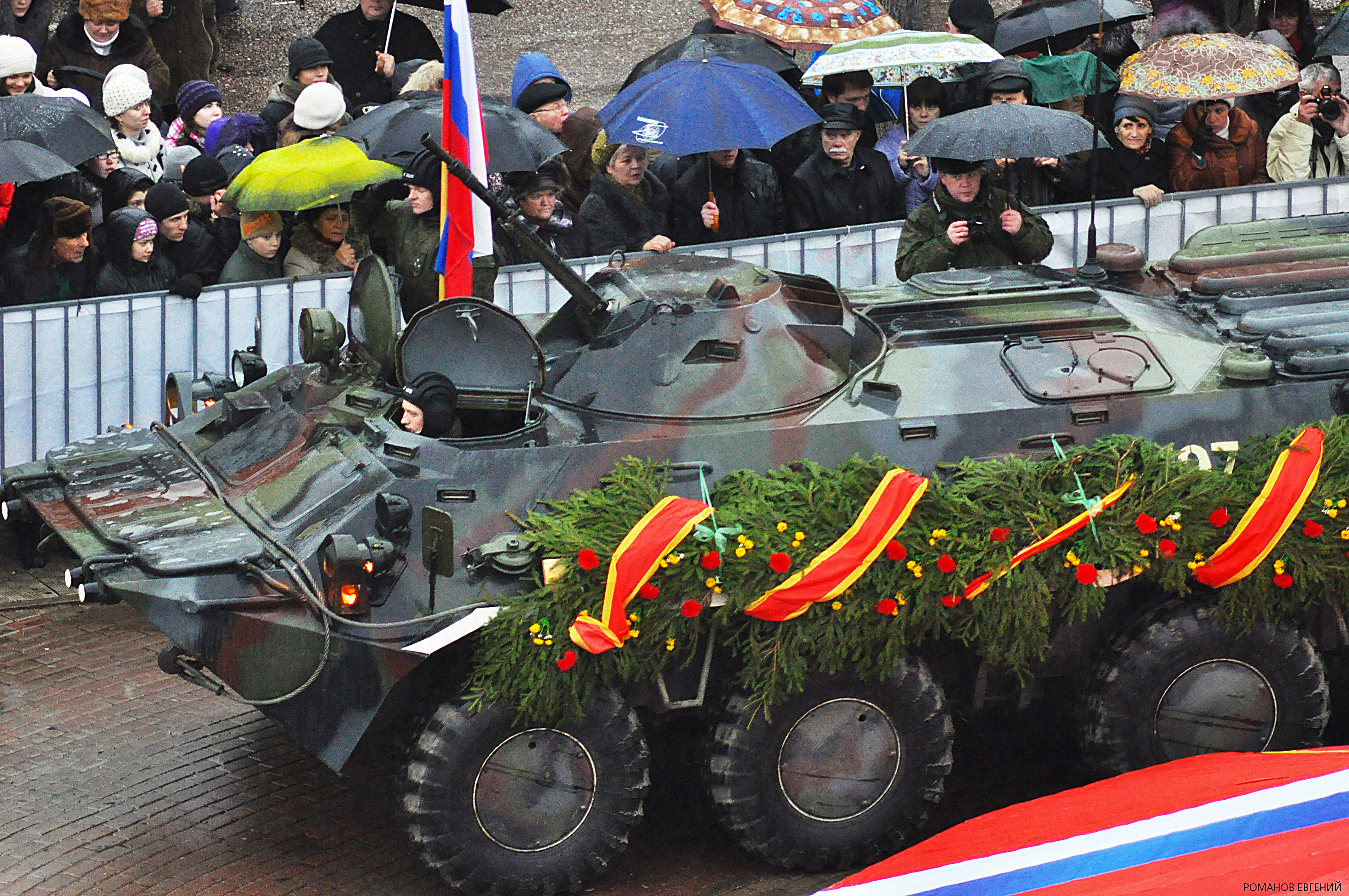
Бронетранспортёр на площади Пушкина
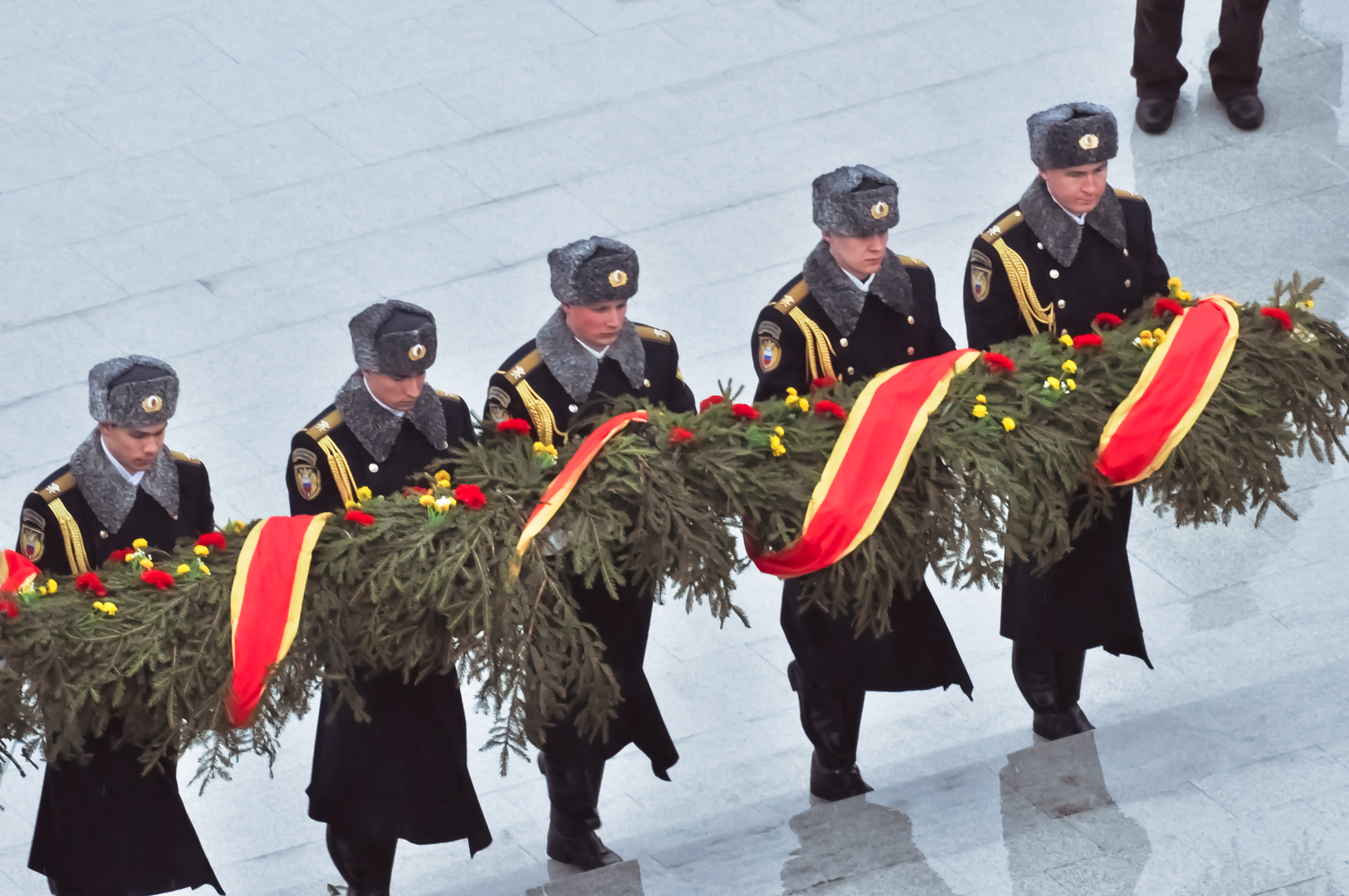
Солдаты президентского полка возлагают к подножию Стелы еловую гирлянду, которую привезли на площадь танкисты
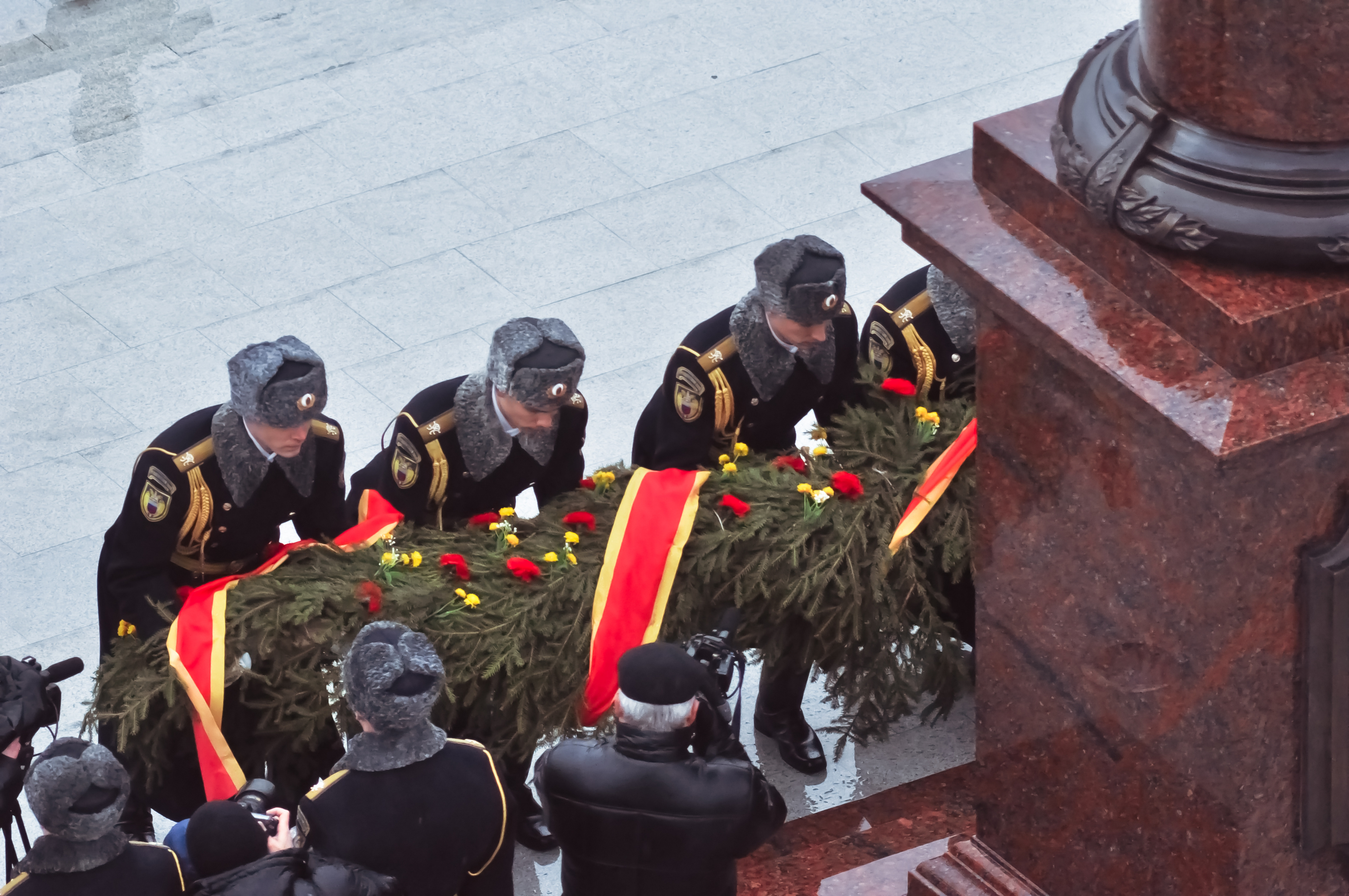
Возложение гирлянды из еловых ветвей
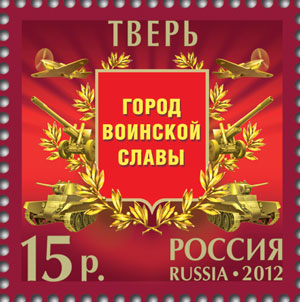
Памятная марка, посвящённая городу воинской славы
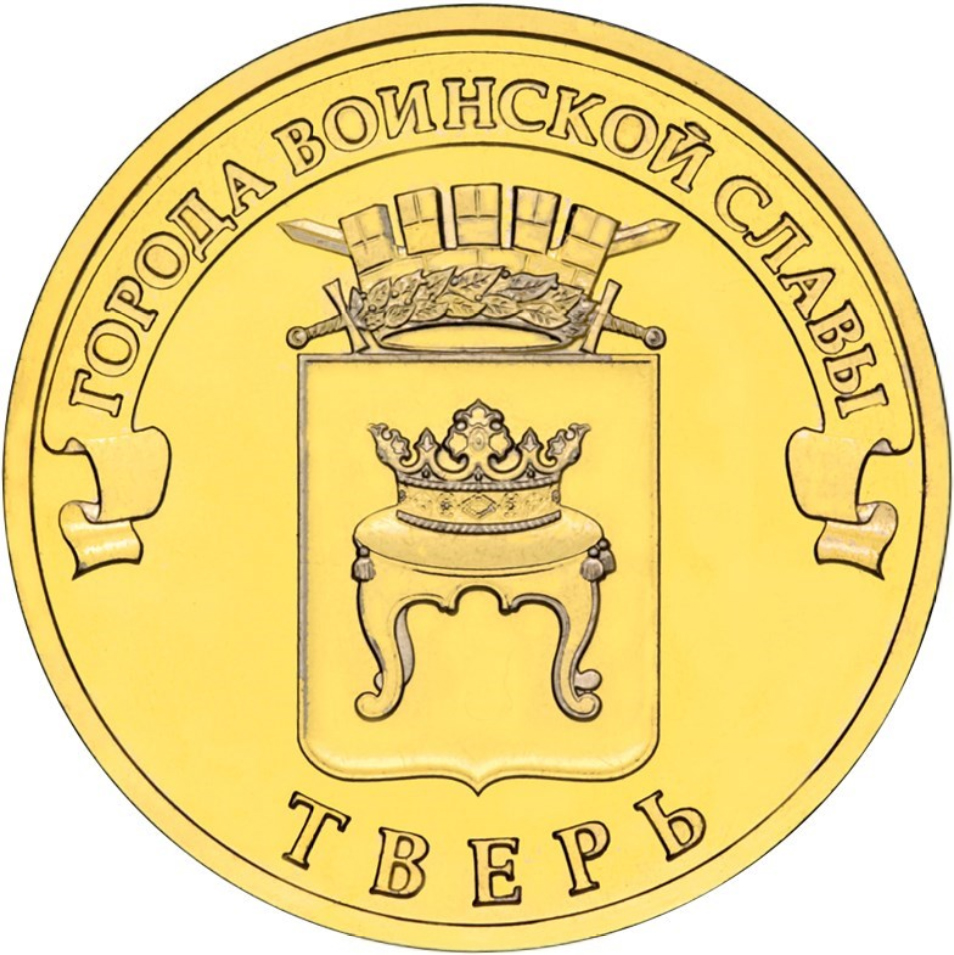
Изображение герба города воинской славы на монете

## Описание
Памятная стела представляет собой гранитную колонну дорического ордера, увенчанную гербом России установленную на постаменте в центре квадратной площадки на площади Пушкина. На передней части постамента расположен картуш с текстом указа Президента о присвоении Твери звания «Город воинской славы», с обратной стороны постамента — картуш с изображением герба Твери. По углам площадки установлены четыре пилона со скульптурными барельефами с изображением событий, в связи с которыми городу присвоено почетное звание Российской Федерации «Город воинской славы»: Бортеневская битва, освобождение Твери от польско-литовских интервентов, Отечественная война 1812 года, освобождение Калинина от немецкой оккупации. Композицию площади дополняют городские фонтаны.
Высота стелы — 11 м, диаметр — 0,85 м. Каждая сторона квадратной площадки равна 17 м. Высота каждого пилона — 2 м, ширина — 1,2 м.

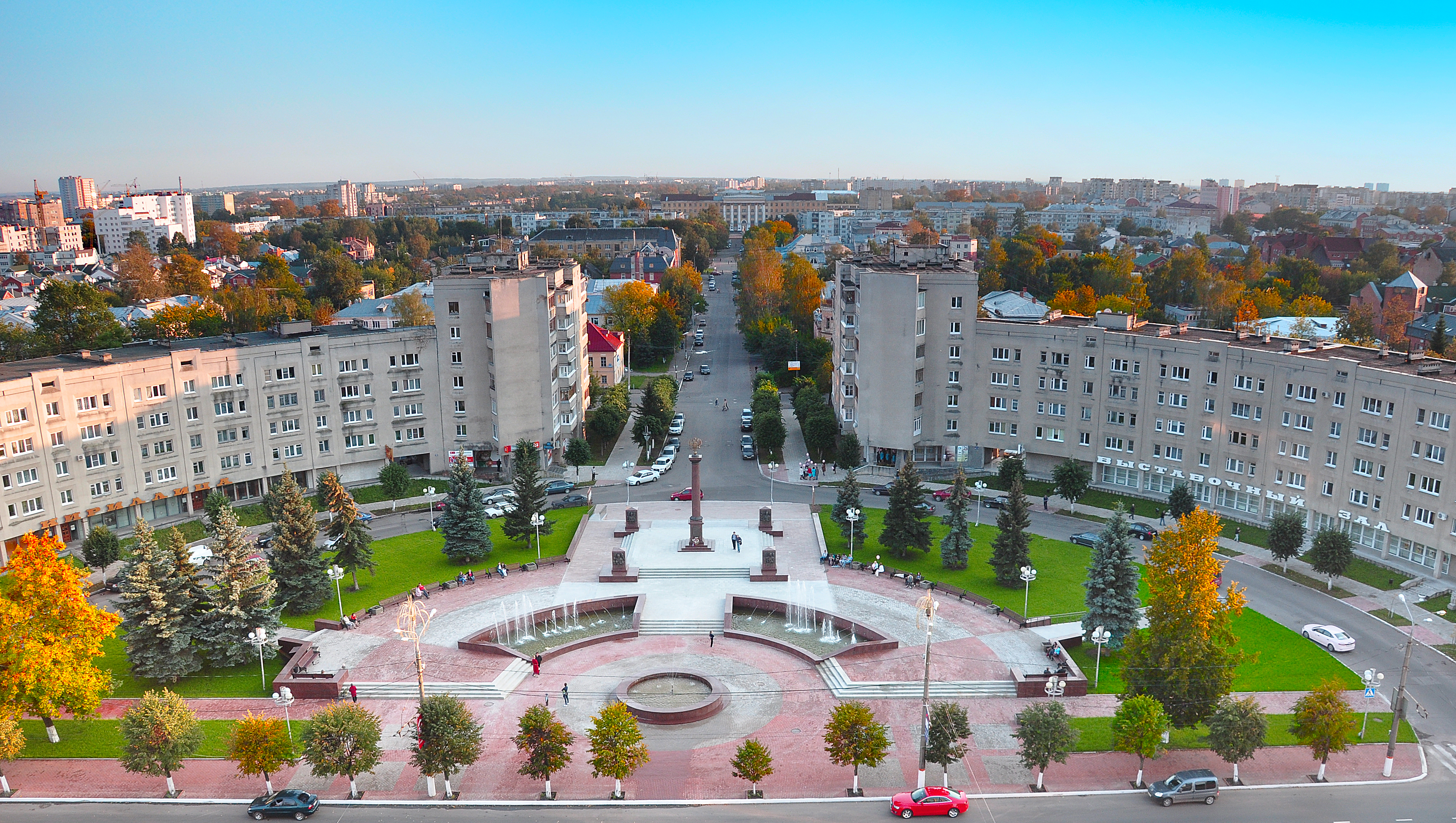
Общий вид площади Пушкина
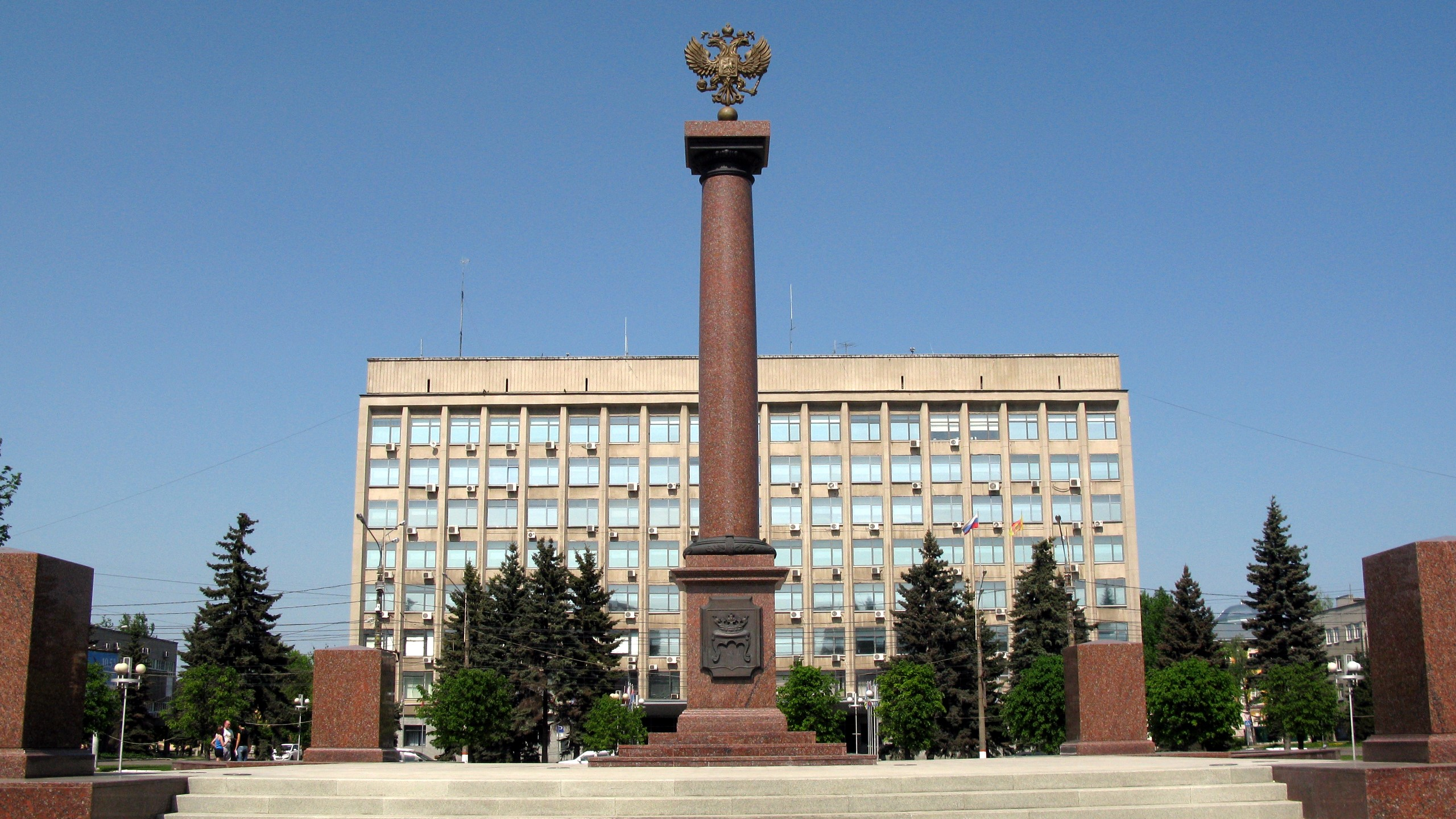
Вид на колонну с изображением герба Твери
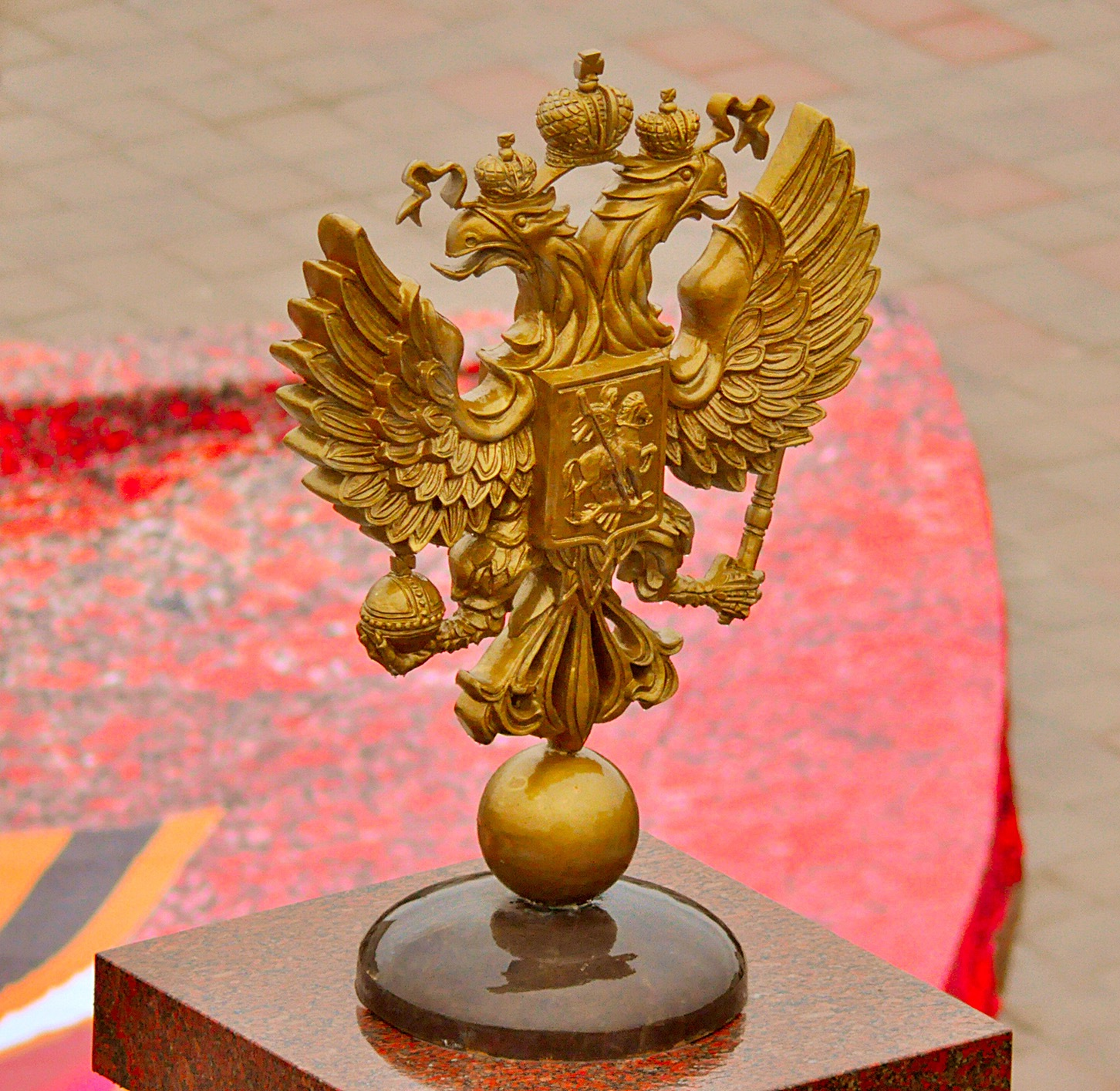
Изображение герба России на вершине колонны
Барельеф с изображением князя Михаила Ярославича, посвящённый Бортеневской битве
Барельеф с изображением князя М. В. Скопина-Шуйского, посвящённый освобождению Твери от польско-литовских интервентов в 1609 году
Барельеф, посвящённый Отечественной войне 1812 года
Барельеф с изображением генерал-полковника И. С. Конева, посвящённый освобождению Твери от немецко-фашистских захватчиков в 1941 году
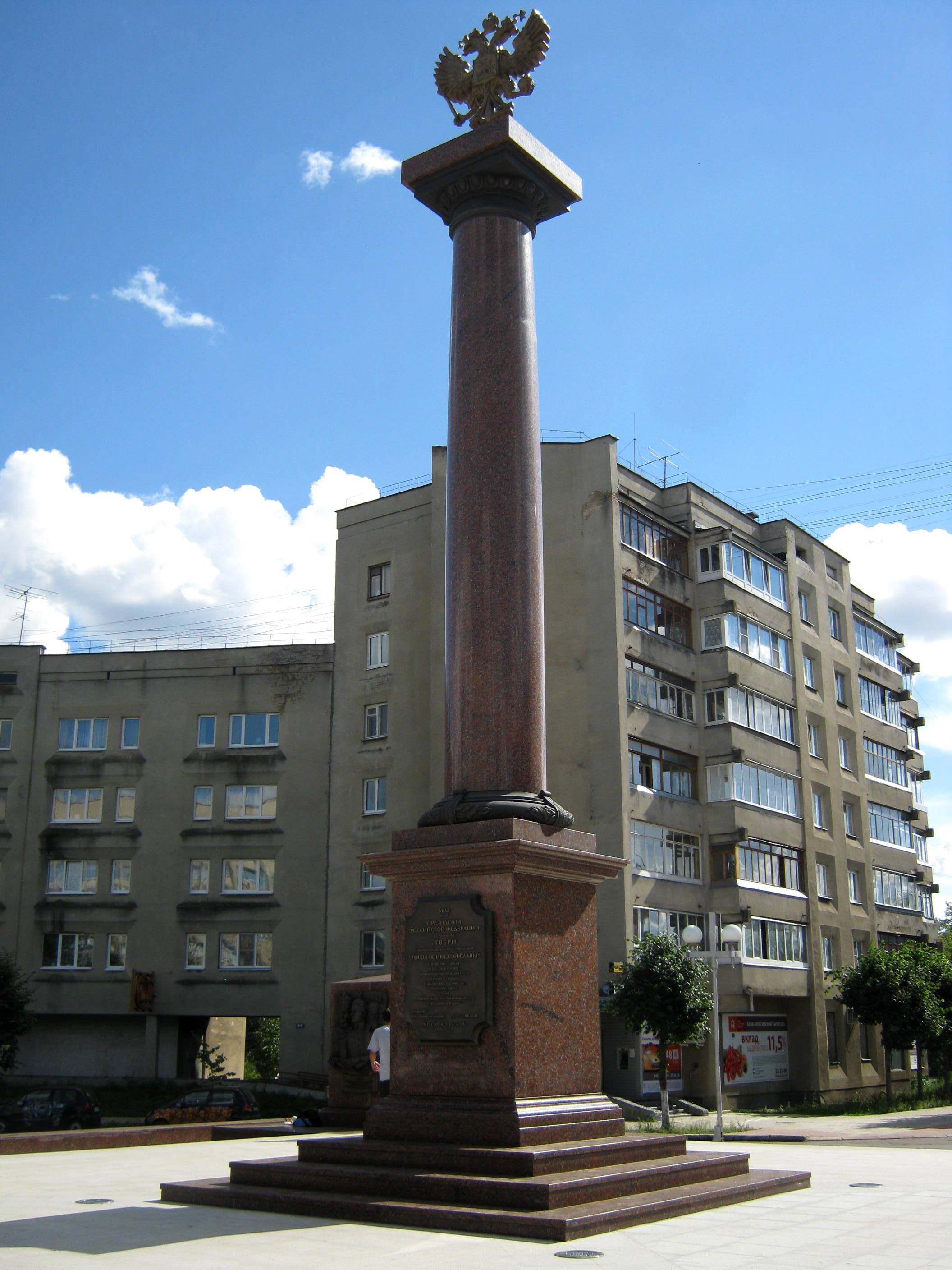
Вид на колонну с текстом указа о присвоении Твери почётного звания